# Luis G. Roldán
Luis G. Roldán (* 11. Oktober 1910; † 30. Mai 1986) war ein mexikanischer Sänger.
Roldán wurde als Sänger von Miguel Lerdo de Tejada entdeckt, der ihn 1931 zum Rundfunksender XEW brachte. Er trat dort u. a. mit dem Orchester von Max Urban auf und wurde vom Moderator Pedro de Lille als El cancionero romántico präsentiert. Kurze Zeit arbeitete er auch mit dem Deklamator Manuel Bernal und dem Dúo Michoacan zusammen. Beim CBS in New York trat er im Wechsel mit den Los Panchos auf. Er wirkte auch in einigen Filmen mit, u. a. als er selbst in Servando González’ El hijo pródigo (1969).